# Ṫ
Cette page contient des caractères spéciaux ou non latins. S’ils s’affichent mal (▯, ?, etc.), consultez la page d’aide Unicode.
Ṫ (minuscule : ṫ), appelé T point sucrit ou T point en chef, est un graphème qui était utilisé dans l’alphabet irlandais et est utilisé dans la romanisations ALA-LC du roumain écrit avec l’écriture cyrillique et la romanisation ISO 259 de l’hébreu. Il s'agit de la lettre T diacritée d'un point suscrit.

## Utilisation

T point suscrit de l’écriture gaélique.

Le T point suscrit a été utilisé dans l’écriture de l’irlandais avec l’écriture gaélique. Le point indique la lénition de la consonne. Il est aujourd’hui écrit ‹ th ›.
Dans la romanisation ALA-LC de l’alphabet cyrillique roumain, le T point suscrit est utilisé pour translittérer le fita ‹ Ѳ ›.
Le T point suscrit est utilisé dans la romanisation ISO 259 de l’hébreu pour transcrire le tav avec daguech ‹ תּ ›.

## Représentations informatiques
Le T point suscrit peut être représenté avec les caractères Unicode suivants :
- précomposé (latin étendu additionnel) :

| forme     | représentation | chaîne de caractères | point de code | description                             |
| --------- | -------------- | -------------------- | ------------- | --------------------------------------- |
| capitale  | Ṫ              | Ṫ                    | U+1E6A        | lettre majuscule latine t point en chef |
| minuscule | ṫ              | ṫ                    | U+1E6B        | lettre minuscule latine t point en chef |

- décomposé (latin de base, diacritiques) :

| forme     | représentation | chaîne de caractères | point de code | description                                         |
| --------- | -------------- | -------------------- | ------------- | --------------------------------------------------- |
| capitale  | Ṫ              | T◌̇                   | U+0054 U+0307 | lettre majuscule latine t diacritique point en chef |
| minuscule | ṫ              | t◌̇                   | U+0074 U+0307 | lettre minuscule latine t diacritique point en chef |

Il peut aussi être représenté avec des anciens codages ISO/CEI 8859-14 :
- capitale Ṫ : D7
- minuscule ṫ : F7